# پاله تنا
پاله تنا (به لاتین: Palletenna) یک منطقهٔ مسکونی در سری‌لانکا است که در استان مرکزی (سری‌لانکا) واقع شده‌است.